# Andrena innesi
Andrena innesi är en biart som beskrevs av Giovanni Gribodo 1894.
Andrena innesi ingår i släktet sandbin och familjen grävbin. Inga underarter finns listade i Catalogue of Life.